# Gunungdatar
Gunungdatar is een bestuurslaag in het regentschap Pandeglang van de provincie Banten, Indonesië. Gunungdatar telt 2437 inwoners (volkstelling 2010).